# Jugo de noni

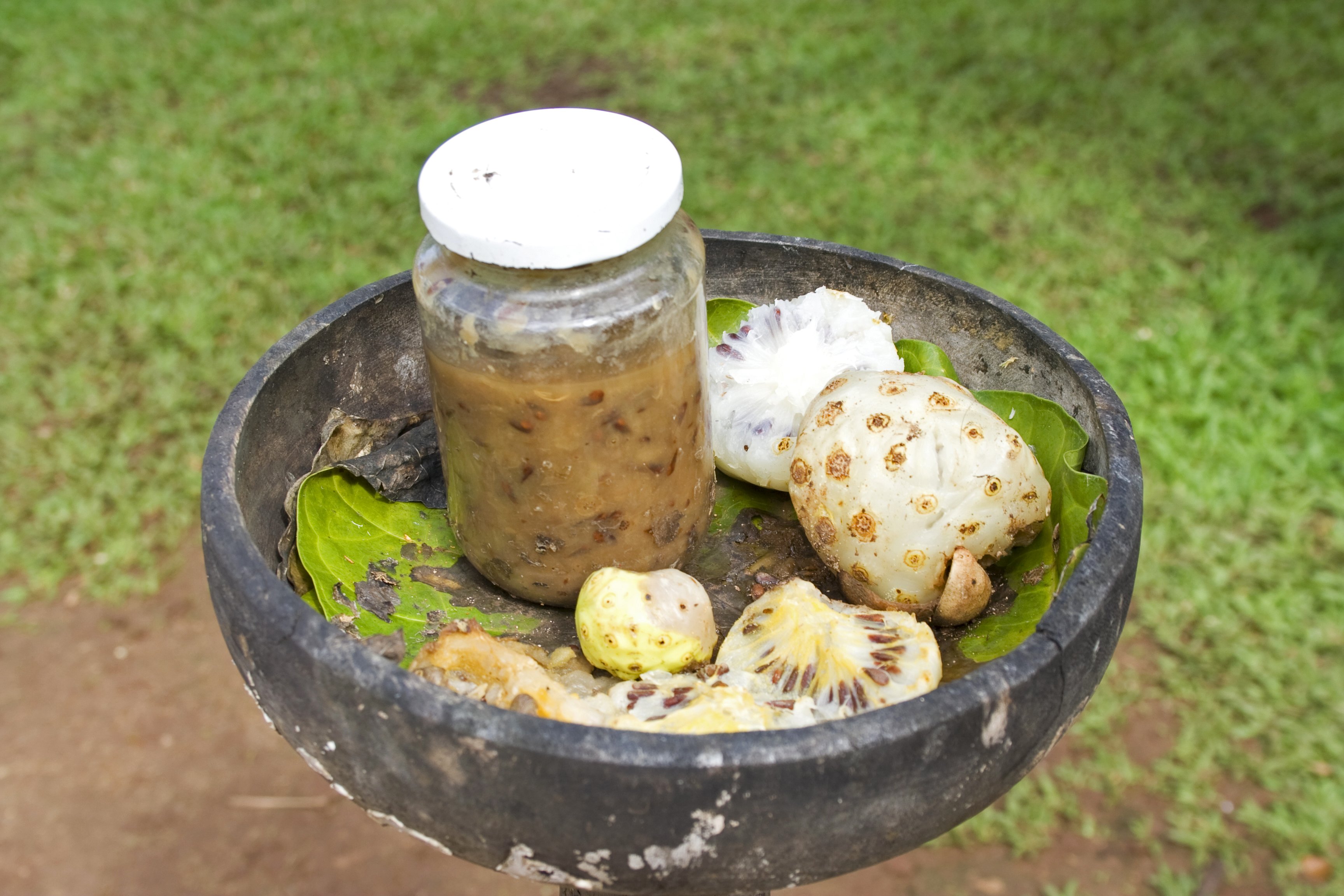
Un bote recién elaborado de zumo de la pulpa de noni (Morinda citrifolia).

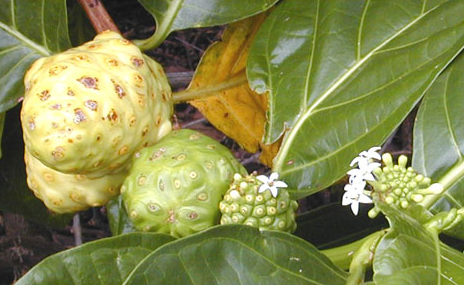
Fruto maduro del noni Morinda citrifolia.

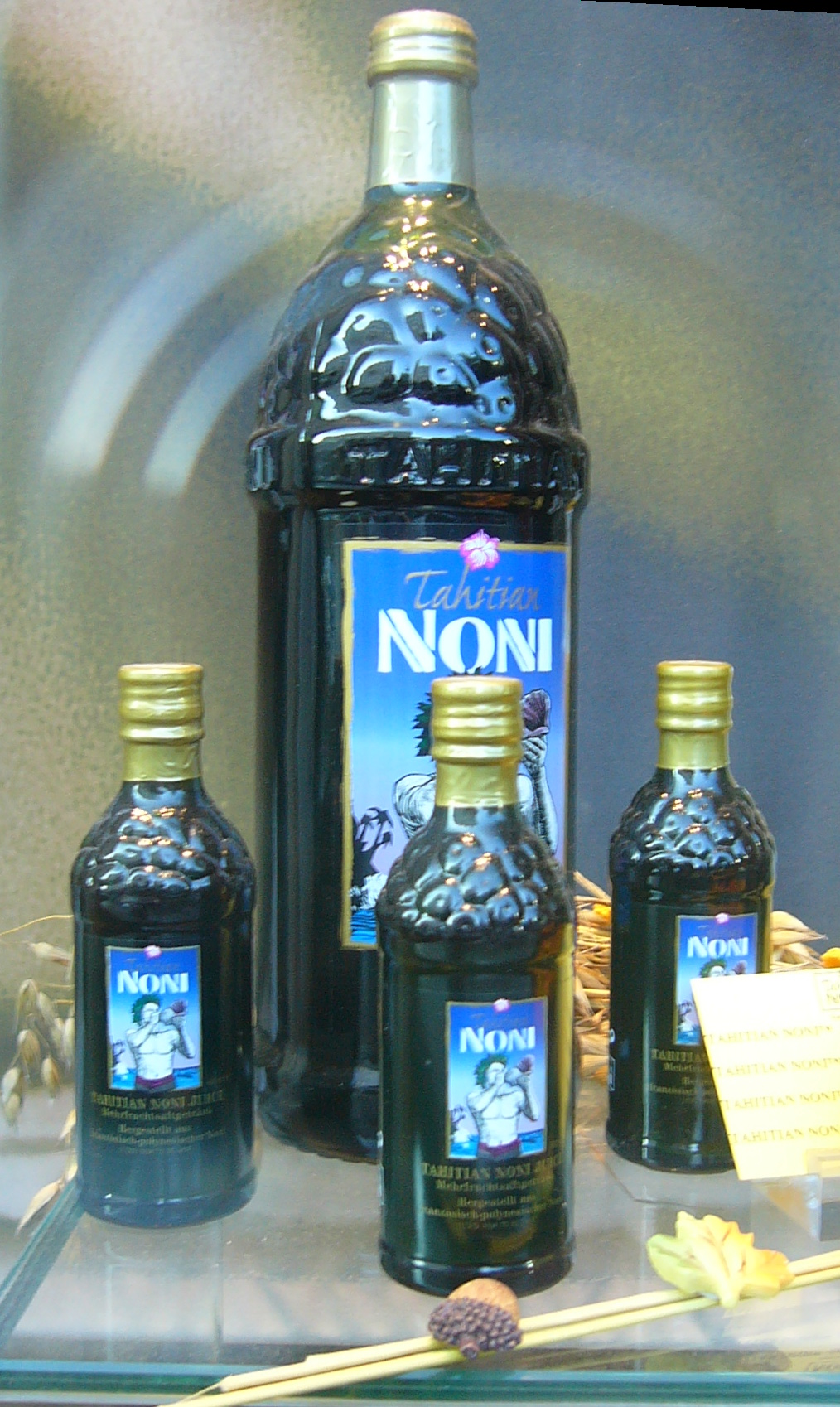
Zumo comercializado en botellas de diferente tamaño.

El jugo de noni o zumo de noni es el jugo extraído de la pulpa de la morinda citrifolia (denominada noni). El noni es nativo del Sudeste de Asia hasta Australia y es una planta que se encuentra en los trópicos. Suele comercializarse en botellas y su popularidad ha crecido debido a los reclamos publicitarios acerca de lo saludable de su ingesta. Se han realizado numerosos estudios con el objeto de determinar sus compuestos, y las propiedades beneficiosas de su ingesta regular.

## Historia
La planta era empleada en la India en la elaboración de diversos fármacos y tintes naturales (de color amarillo). Los tahitianos lo empleaban a menudo. Los primeros productos que se comercializaron se servían en polvo dentro de cápsulas, se comenzó en Hawái por Herbert Moniz debido a un sistema de deshidratación patentado por él mismo. Posteriormente, en el año 1995, David Marcus, de la compañía Hawaiian Herbal Blessings Inc., comenzó a comercializar el que sería el primer zumo de noni fermentado procedente de Maui, Hawái. La empresa Morinda Inc. (ahora denominada Tahitian Noni International) a través de sucursales en la polinesia francesa en el año 1997 solicitó la autorización para la comercialización de Tahitian Noni®. Tras realizar diversos estudios de seguridad alimentaria, la Unión Europea decidió que la empresa pudiera comercializar el zumo de noni en noviembre del 2003. Tras este inicio otras muchas empresas han logrado también el permiso. A partir del 2004 su consumo se extendió por Europa y España. Muchas de las empresas de manufactura proceden de la Polinesia o de Estados Unidos.

## Elaboración
Se recoge la fruta del noni en estado maduro (es decir, con suavidad al tacto y una coloración amarilla), para ello se suele tomar como referencia de calidad en la recogida: el contenido de azúcar (medida en grado Brix) y el pH. Tras un lavado y selección de la fruta más conveniente, se suele dejar reposar en contenedores hasta que logre su completa maduración. Las frutas maduras suelen prensarse para extraer el zumo de su pulpa. Este zumo se pasteuriza y se embotella. Los componentes del zumo son fotosensibles, por lo que suele evitarse la luz durante el proceso de elaboración del zumo. Algunos elaboradores establecen normas de calidad HACCP (Análisis de Riesgos y Puntos Críticos de Control) durante su procesado. En algunos casos, con el objeto de mejorar su sabor se suele mezclar con zumos de frutas. El embotellado se suele hacer en botellas de cristal de medio a un litro. Una botella sin abrir de este zumo suele tener una caducidad de dos años, mientras que abierta puede durar varias semanas en el refrigerador. En algunos casos se suelen comercializar concentrados de zumo de noni que poseen como desventaja una menor cantidad de zumo. Existen versiones fermentadas del zumo, todo depende de cuando se ha realizado el prensado del zumo. La fermentación le proporciona un sabor más ácido.

## Propiedades
El zumo de noni es un extracto con sabor amargo que suele comercializarse mezclado con otros ingredientes. A pesar de los reclamos sobre los efectos benficiarios para la salud, no existe una estandarización de los productos que contienen extractos de noni. En Hawái suelen emplearse diferentes partes de la planta del noni en curas populares (por ejemplo las hojas de la planta en el tratamiento de las quemaduras solares de la piel). El Noni ha sido objeto de estudio en diversas publicaciones médicas desde 1994 (aparece en 145 artículos en el periodo 1994-2006). Pero ninguna de las propiedades curativas ha encontrado una demostración médica fundamentada. Uno de los contenidos de la fruta es la escopoletina.
A pesar de sus efectos saludables, en el año 2005 se hicieron eco las publicaciones científicas de dos casos de fallecidos en Australia debido a su ingesta, ambos casos eran afectados por hepatitis crónica. Un año después se elaboró otro estudio en el que se concluía que el zumo de noni no es hepatotóxico. Tras algunos estudios de la Autoridad Europea de Seguridad Alimentaria (EFSA) en el año 2000 se determinó que los casos de hepatitis acaecidos no estaban correlados con la ingesta habitual de zumo de noni. El contenido que de antraquinona del zumo de noni fue el núcleo de discusión científica acerca de la duda sobre su hepatotoxicidad. A pesar del pronunciamiento de la autoridad alimentaria europea, otras agencias nacionales han mantenido la vigilancia del zumo, tales son los casos de Francia, Finlandia, e Irlanda. Se han realizado investigaciones igualmente en Alemania.